# Ruth Conrad
Ruth Conrad (* 1968 in Kirchheim unter Teck) ist eine deutsche evangelische Theologin.

## Leben
Von 1992 bis 1998 studierte sie evangelische Theologie in Tübingen, Berlin und Aarhus. Nach der Promotion 2004 zum Dr. theol. und der Habilitation 2011 ist sie seit 2018 Professorin für Praktische Theologie mit dem Schwerpunkt Homiletik/Liturgik und Kybernetik an der Humboldt-Universität zu Berlin.
Ihre Forschungsinteressen und -schwerpunkte sind Theorie und Praxis der religiösen Rede, auch im interkulturellen und interreligiösen Vergleich; Liturgik: Festtheorien; säkulare Liturgien; Ritualökonomie; Kybernetik: Theorie und Praxis religiöser Vergemeinschaftung, v. a. in urbanen Kontexten; Selbstformungspraktiken; Religion und Literatur; Buchhandels- und Verlagsgeschichte, Lexika- und Wissenschaftsgeschichte; Geschichte und Enzyklopädie der Praktischen Theologie und Kirchen- und Frömmigkeitsgeschichte des 19. und 20. Jahrhunderts.
Ruth Conrad ist Mitglied der Landessynode der Evangelischen Kirche Berlin-Brandenburg-schlesische Oberlausitz.

## Schriften (Auswahl)
- Lexikonpolitik. Die erste Auflage der RGG im Horizont protestantischer Lexikographie. Berlin 2006, ISBN 3-11-018914-3.
- Kirchenbild und Predigtziel. Eine problemgeschichtliche Studie zu ekklesiologischen Dimensionen der Homiletik. Tübingen 2012, ISBN 3-16-151931-0.
- mit Martin Weeber: Protestantische Predigtlehre. Stuttgart 2012, ISBN 3-8252-3581-5.
- Weil wir etwas wollen! Plädoyer für eine Predigt mit Absicht und Inhalt. Neukirchen-Vluyn 2014, ISBN 3-7887-2842-6.